# Gestreifter Marlin
Der indopazifische Gestreifte Marlin (Kajikia audax) bildet – darin vergleichbar mit dem Fächerfisch und mit seiner atlantischen Schwesterart Weißer Marlin – ein weltweit in wärmeren Meeren verbreitetes Taxon von schnellen, epipelagischen Spitzenprädatoren, die zugleich für die Sportfischerei von größter Bedeutung sind.

## Etymologie
Marlin steht kurz für marlinspike, ein schnabelartiges Werkzeug zum Entwirren von Schiffstauen. Marlin leitet sich von mittelniederländisch marlijn ‚kleines Seil‘ ab, und dieses wiederum von marlen ‚Segel befestigen‘. Es ist mit dem modernen niederländischen maren ‚anbinden, vertäuen‘ bzw. englisch moor ‚vertäuen‘ verwandt.

## Merkmale
Der Körper ist langgestreckt und seitlich deutlich abgeflacht, das Rostrum ziemlich lang (Zweck s. Weißer Marlin). Er wird bis 4,4 m lang und 420 kg schwer (Weibchen; Männchen bleiben kleiner). Mit 8 Jahren ist er durchschnittlich 2,2 m lang. (Zur Altersbestimmung sind Schnitte von Flossenstrahlen nötig.) In die Haut sind viele kleine Schuppen mit je einer stumpfen Spitze (oder zweien) eingebettet. Die Kieferzähne sind sehr klein, eine Kiemenreuse besteht nicht. Der Rücken ist dunkelblau, meist mit 18–22 schmalen, hellblauen Sattelbinden (diese können stimmungsbedingt, durch Bewegung der Haut-Chromatophoren, heller oder undeutlicher werden); Seiten und Bauch sind heller oder silberweiß. Die Flossen sind wie beim atlantischen Weißen Marlin beschrieben, doch ist die Rückenflosse höher als der Rumpf und ohne schwarze Punkte; die Brustflosse ist nicht gerundet, sondern sichelförmig (aber nicht steif). Die ventralen Flossen sind eher braun als blau, an den Basen oft hell.
- Flossenformel: D 42–48, A 18–24, P 18–22.

## Verhalten
Dieser Marlin lebt wie seine Verwandten epipelagisch oberhalb der marinen Temperatur-Sprungschicht (Thermokline), d. h. in 0–200 m Tiefe, aber in kühleren Gebieten als der Blaue Marlin. In Küstennähe kommt er nur vor, wo der Schelf gleich steil abfällt. Meist ist er einzellebend, paarweise oder in Gruppen schwimmt er wohl nur zur Laichzeit. Seine Nahrung besteht aus Fischen (z. B. Heringen, Sardinen, Barschen, Pferde- und Schlangenmakrelen) und Tintenfischen (nur selten Krebsen). Es versteht sich, dass ein so „bewaffneter“ Raubfisch beim Nahrungserwerb oder Laichen sich oder andere Lebewesen (Artgenossen u. a.) gelegentlich „ohne Absicht“ verletzen oder gar töten kann – man hat z. B. abgebrochene „Speer“-Teile in anderen Marlins, Haien und Walen gefunden, nicht nur in Bootsplanken. Dass er seine „Waffe“ aber zur Verteidigung (oder gar aggressiv) gebraucht, ist nicht belegt.

## Verbreitung
Die subtropische Species wandert bei geeigneten Temperaturen (20–26 °C) auch in tropische und warm-gemäßigte Gebiete. Im Pazifik ergibt sich ein hufeisenförmiges Verbreitungsgebiet (von Japan über Ecuador und Peru nach Australien; die Nordküste Neuseelands wird berührt; möglicherweise kann man zwei Populationen mit getrennten Laichgebieten unterscheiden); im Nordpazifik ist er auch um Hawaii häufig. Im Indik ist die Population am dichtesten nahe der südostafrikanischen Küste, in der westlichen Arabischen See, im Golf von Bengalen und vor Nordwestaustralien. (Küstenferne Gebiete sind unproduktiv und ziehen weniger Raubfische an. Dennoch ist er ein richtiger Hochseefisch und die häufigste Art der Marlins.) Der Kontakt mit K. albida am Kap der Guten Hoffnung ist ungenügend, die getrennte Entwicklung der beiden Hauptarten zu verhindern.

## Schutz
Der Gestreifte Marlin ist ein gesuchter Speisefisch besonders für Sashimi und Sushi der japanischen Küche – hier Makajiki (japanisch 真梶木 ‚Echter Marlin‘) genannt.
Wie bei verwandten Arten wird unter Sportfischern propagiert, nicht-kapitale Individuen nach Fang wieder freizulassen. Um Begehrlichkeiten möglichst zu dämpfen, wird gern auf den (jedenfalls gegebenen) Quecksilber-Gehalt des Fleisches hingewiesen. Im Pazifik wurden um 2005 jährlich etwa 12.000 t gefangen, was angeblich weit unter der Menge (von 24.000 t) lag, die die Art ohne Gefährdung „aushalten“ kann. 2008 wurde der Gestreifte Marlin in den USA zur gefährdeten Art erklärt – insbesondere wegen der starken Zunahme der industriellen Langleinenfischerei.

## Belege
1. ↑  marlin | Etymology, origin and meaning of marlin by etymonline. Abgerufen am 3. Januar 2022 (englisch).
2. ↑  marlinspike | Etymology, origin and meaning of marlinspike by etymonline. Abgerufen am 3. Januar 2022 (englisch).
3. ↑  マカジキ. In: 日本大百科全書 bei kotobank.jp. Abgerufen am 3. Januar 2022 (japanisch).
4. ↑  http://swfsc.noaa.gov/textblock.aspx?Division=FRD&ParentMenuId=141&id=1126
5. ↑  Archivierte Kopie (Memento des Originals vom 10. Mai 2008 im Internet Archive)  Info: Der Archivlink wurde automatisch eingesetzt und noch nicht geprüft. Bitte prüfe Original- und Archivlink gemäß Anleitung und entferne dann diesen Hinweis.